# Lud Księgi
Lud Księgi (arab. أهل الكتاب,  Ahl al-Kitâb) – w Koranie określeniem tym nazywani są wyznawcy dwóch religii abrahamowych – chrześcijanie oraz żydzi, a także sabejczycy (sura 5). Niektórzy muzułmanie jak Muhammad ibn al-Kasim za lud księgi uważają także buddystów i hindusów. 
Muzułmanie uważają, że zarówno żydom jak i chrześcijanom dane zostało przesłanie od Boga zawarte w świętych księgach tych religii – Torze i Ewangelii (5:44, 5:46 oraz 5:66). W tych ajatach dodatkowo podkreślany jest autorytet i znaczenie tych ksiąg, które miały być dla chrześcijan i żydów tym, czym Koran dla muzułmanów. Żydzi odrzucili posłanie Proroka Mahometa oraz sprzeniewierzyli się posłannictwu proroków poprzedzających go (Abrahama, Mojżesza). Przez swoje nieposłuszeństwo wobec Boga nie weszli do Ziemi Obiecanej i mieli błąkać się za to przez 40 lat (5:26). Wierzenia chrześcijan stoją zaś, wedle Koranu, w sprzeczności z czystym monoteizmem, wierzą oni bowiem w trójjedyną naturę Boga (5:73, 5:77), co jest zgodne z prawdą w odniesieniu do większości wyznań chrześcijańskich.
Żydzi oraz chrześcijanie przez swój monoteizm są wyróżnieni spośród niemuzułmanów, nie są oni traktowani jak poganie (5:69). W surze 5 odnaleźć można pochwałę duchownych chrześcijańskich – księży i mnichów (5:82-83).